# Trithemis nigra
Trithemis nigra är en trollsländeart som beskrevs av Cynthia Longfield 1936. Trithemis nigra ingår i släktet Trithemis och familjen segeltrollsländor. IUCN kategoriserar arten globalt som akut hotad. Inga underarter finns listade i Catalogue of Life.